# Entephria ascripta
Entephria ascripta là một loài bướm đêm trong họ Geometridae.